# Sinc-funktionen
Sinc-funktionen är en av två möjliga matematiska funktioner som vanligtvis betecknas sinc(x). 

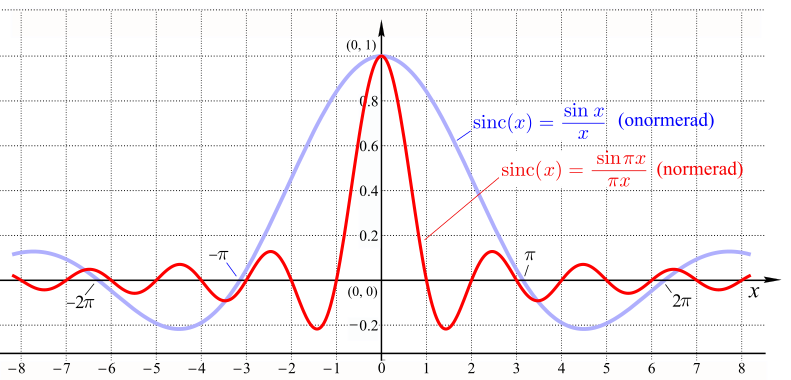
Den onormaliserade (blå) och normaliserade (röd) sinc-funktionen

Inom teorin för signalbehandling och relaterade områden definieras oftast sinc-funktionen som
{\displaystyle \mathrm {sinc} (x)={\frac {\sin(\pi x)}{\pi x}}.\,\!}
vilket är den normaliserade sinc-funktionen. Inom matematiken används den onormaliserade sinc-funktionen
{\displaystyle \mathrm {sinc} (x)={\frac {\sin(x)}{x}}.\,\!}
För båda definitionerna, är värdet vid x = 0 definierat som gränsvärdet
{\displaystyle \operatorname {sinc} (0):=\lim _{x\to 0}{\frac {\sin(ax)}{ax}}=1}
för alla reella a ≠ 0.

## Egenskaper

Rektangelfunktionen rect(f)

Den normaliserade sinc-funktionen har nollställen vid alla heltal utom noll (den onormaliserade har nollställen för alla {\displaystyle x=\pm n\pi :\ n>0}). Den kan också representeras som en produkt enligt
{\displaystyle {\frac {\sin(\pi x)}{\pi x}}=\lim _{m\to \infty }\prod _{n=1}^{m}\left(1-{\frac {x^{2}}{n^{2}}}\right)}
Fouriertransformen av den normaliserade sinc-funktionen är rektangelfunktionen rect(f), 
{\displaystyle \int _{-\infty }^{\infty }\mathrm {sinc} (t)\,e^{-2\pi ift}\,dt=\mathrm {rect} (f)}
där rect(f) = 1 då f ligger i intervallet {−1/2, 1/2} och noll för övriga värden.